# 大阪府道252号大苗代岡田浦停車場線
大阪府道252号大苗代岡田浦停車場線（おおさかふどう252ごう おのしろおかだうらていしゃじょうせん）は、大阪府泉南市を通る一般府道である。

## 概要
泉南市信達（しんだち）大苗代から泉南市岡田3丁目に至る。
全体的に道幅の狭い道路である。途中、終点へ向かう一方通行区間が2区間、起点へ向かう一方通行区間が1区間存在するため、起点・終点いずれからも自動車での走破は不可能である。曲がり角も多く、自転車などでもミスコースなく走破するのは困難と思われる。
終点にある踏切を過ぎると、大阪府道253号岡田浦停車場線に引き継がれる。
全線にかけて住宅などに沿って通る路線で、生活道路としても機能している。

### 路線データ
- 起点：大阪府泉南市信達大苗代（和歌山県道・大阪府道64号和歌山貝塚線交点）
- 終点：大阪府泉南市岡田3丁目（南海本線 岡田浦駅前、大阪府道253号岡田浦停車場線起点）
- 総延長：1.6 km

## 地理

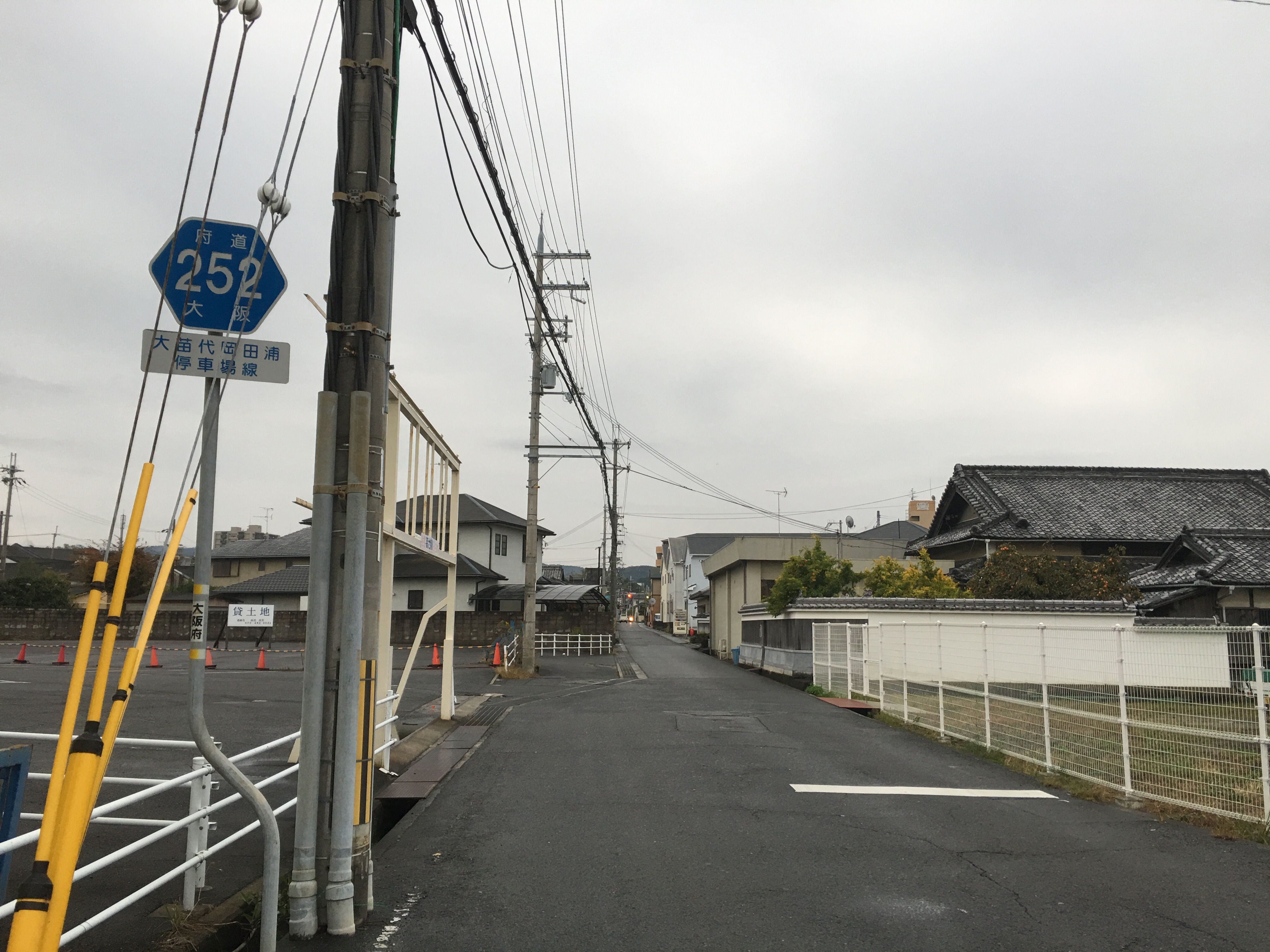
大阪府道252号大苗代岡田浦停車場線
大阪府泉南市信達大苗代

### 通過する自治体
- 大阪府
  - 泉南市

### 交差する道路
| 交差する道路                                                    | 交差する場所           | 交差する場所   |
| --------------------------------------------------------------- | ---------------------- | -------------- |
| 和歌山県道・大阪府道64号和歌山貝塚線                            | 信達（しんだち）大苗代 | 起点           |
| 国道26号                                                        | 信達大苗代             | 大苗代西交差点 |
| 大阪府道・和歌山県道63号泉佐野岩出線 大阪府道204号堺阪南線 重複 | 北野1丁目              | 北野交差点     |
| 大阪府道253号岡田浦停車場線                                     | 岡田3丁目              | 終点           |

### 沿線
- 里外（りげ）神社
- 泉南市立西信達中学校
- 泉南市立西信達小学校
- 南海本線 岡田浦駅